# 韓橁
韩橁（970年代—1036年），字正声，小字三哥，祖籍蓟州玉田，后来定居霸州彰武军（柳城，今辽宁省朝阳市），辽朝官员。

## 生平
韩橁大约出生于辽景宗保宁末年，母亲萧氏，他在兄弟中排行第七，兄弟皆夭折。韩橁工骑射、通晓兵法。幼年时，其父韩瑜战死前线。辽圣宗统和年间，初授西头供奉官，升任御院通进。统和十五年（997年）三月十五日，韩橁出使西夏，持节封夏国王李继迁为西平王。回国，升任颁给库使。统和二十二年（1004年），澶渊之盟订立。次年，韩橁出使北宋充贺正旦使，至汴京开封府。回国后升任引进使转客省使。高丽康肇杀高丽穆宗，辽圣宗亲征，任命他为左第一骁骑部署。回军，加左监门卫大将军，知归化州军事，有治绩。转任章愍宫都部署，充燕京留守衙内马步军都指挥使，改任易州兵马都监。转任弘义宫都部署，担任侍卫亲军步军指挥使、利州观察使，领禁旅。后来因事被笞，没有夺告身。开泰八年（1019年），赐羊三百口为食物，奉命出使沙州，册立归义军节度使曹恭顺（曹贤顺）为敦煌王。回国，赏赐白金二百两。改任乾州、显州、宜州、锦州、建州、霸州、白川州都巡检。再任章愍宫都部署，依前左监门卫大将军。
太平五年（1025年），韩橁又奉召出使高丽，祝贺高丽显宗诞辰。同年冬天，授易州观察使、知易州军州事、兼沿边安抚屯田使，充兵马钤辖。改任长宁军节度、白川州管内观察处置使。太平八年（1028年），渤海人大延琳兴兵叛辽，韩橁奉命率领控鹤、义勇、护圣、虎翼四军，充当攻城副使。征讨获胜后，拜永清军节度使，贝、博、冀等州观察、处置等使，管辖义勇军，镇守辽东。赐银盆百两、细衣一副，改镇沈州，修筑堡垒十七所。重熙二年（1033年），以昭德军节度使再次出使北宋，庆贺宋仁宗生辰。回国后升任北院宣徽使、归义军节度使、沙州管内观察、处置等使、沙州刺史、御史大夫、上柱国、昌黎郡开国侯。在任二年，进位南院使，加检校太尉。重熙五年（1036年）奉诏修葺南京宫殿、衙署，九月二十五日，因病在宣徽南院使任上去世。辽兴宗特赐钱五十万隆重治丧，并诏赠检校太师，葬在柳城白崖山朝阳。
韩橁三次娶妻，先夫人生两女，长女早亡，次女嫁左军将军萧乞得。继室萧氏生三女：一女嫁护卫将军萧朱，一女嫁张筠之孙左班殿值张玫；一女嫁通事班祗侯康德润。三夫人张氏，张崇一之女，是太后萧绰赐婚，生三子：韩齐家奴为僧，韩贻孙官至左丞制閤門祗侯，韩贻训官至右班殿直閤門祗侯。
韩橁墓志出土于辽宁省朝阳市西，现馆藏于朝阳市博物馆。

## 家族
曾祖父韩知古，中书令。祖父韩匡美，邺王。父亲韩瑜，辽国将领。